# Nicolau Guilherme de Nassau
Nicolau Guilherme de Nassau (20 de setembro de 1832 - 17 de setembro de 1905) foi o único filho de Guilherme, Duque de Nassau, e de sua segunda esposa, a princesa Paulina de Württemberg.

## Casamento e descendência
Nicolau casou-se abaixo da sua posição no dia 1 de julho de 1868 em Londres com Natália Pushkina, uma filha do poeta Alexander Pushkin e da sua esposa, Natália Nikolaevna Goncharova e descendente de Abram Petrovich Gannibal e Petro Doroshenko, Hetman dos cossacos ucranianos e, por sua vez, neto de Mykhailo Doroshenko. Antes do casamento, Natália tinha-se divorciado do general russo Mikhail Leontievich von Dubelt, de quem tinha uma filha. Em 1868, Jorge Vítor, Príncipe de Waldeck e Pyrmont tornou-a condessa de Merenberg.
Tiveram três filhos:

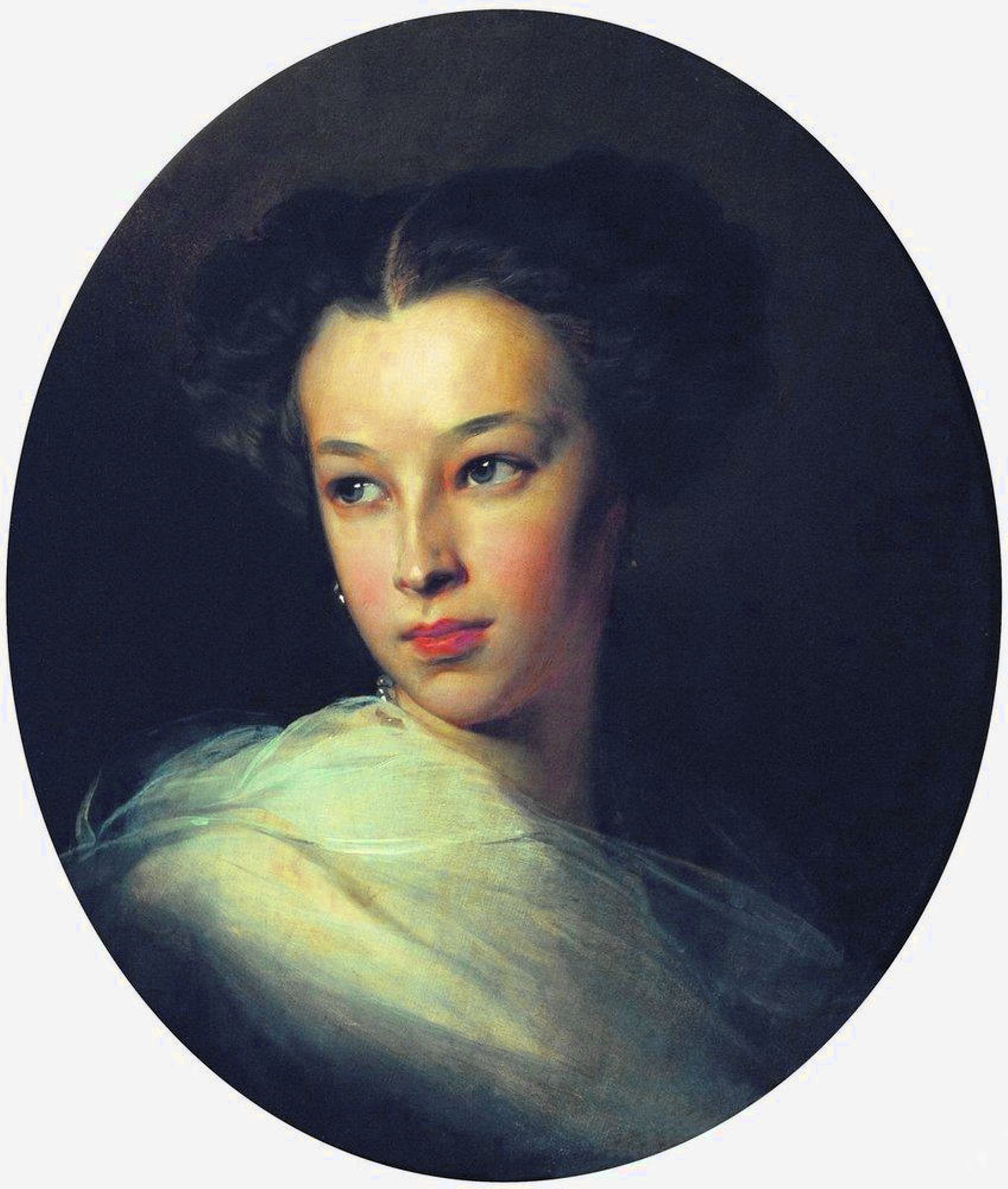
Natália Pushkina, esposa de Nicolau

- Sofia de Merenberg (1 de junho de 1868 - 14 de setembro de 1927), tornada, em 1891, condessa de Torby. Casou-se no dia 26 de fevereiro de 1891 com o grão-duque Miguel Mikhailovich da Rússia. Com descendência.
- Alexandrina de Merenberg (14 de dezembro de 1869 - 29 de setembro de 1950), casada em 1914 com Don Maximo de Elia. Sem descendência.
- Jorge Nicolau de Merenberg (13 de fevereiro de 1871 - 31 de maio de 1948), casado primeiro no dia 12 de maio]] de 1895 com a princesa Olga Alexandrovna Yurievskaya, filha do czar Alexandre II da Rússia e da sua segunda esposa, a princesa Catarina Mikhailovna Dolgorukova, com descendência. Casou-se pela segunda vez no dia 2 de janeiro de 1930 com Adelheid Moran-Brambeer.